# Pirata pagicola
Pirata pagicola är en spindelart som beskrevs av Chamberlin 1925. Pirata pagicola ingår i släktet Pirata och familjen vargspindlar. Inga underarter finns listade i Catalogue of Life.